# Palazzo Canossa (Mantova)
Palazzo Canossa è un edificio storico di Mantova, sito in piazza Matilde di Canossa.

## Storia e descrizione

Stemma dei Canossa

Il palazzo, dalle linee barocche, fu costruito tra il 1659 e 1673 e venne commissionato dal marchese Orazio Canossa. I Canossa di Mantova furono un ramo della famiglia di Verona, che ricevette dai Gonzaga il titolo nobiliare di marchesi.
La facciata, in bugnato, è abbellita da formelle in stucco, con immagini di edifici e di paesaggi. Le finestre sono sovrastate da timpani spezzati e le decorazioni delle cornici richiamano l'opera di Giulio Romano. Il portale di ingresso è affiancato da colonne marmoree che sostengono il balcone, sotto le quali trovano posto due sculture raffiguranti il cane, simbolo araldico della casata, che addenta un osso.
L'accesso al piano nobile è scandito da un grande scalone barocco arricchito da statue marmoree raffiguranti Ercole, Marte, Giove, Nettuno e Plutone, realizzate dallo scultore Matteo Pedrali, al servizio di corte Gonzaga. Le volte dello scalone ed alcune stanze furono affrescate dal pittore Giovanni Battista Caccioli.
Il palazzo fu abitato dai Canossa fino alla metà dell'Ottocento e venne in seguito adibito ad uffici, a scuole ed ambulatorio. Acquistato nel 2004 dalla famiglia Colaninno, è stato ristrutturato a partire da gennaio 2011 su progetto di Massimiliano Fuksas.
Di fronte al palazzo è stata eretta, a metà del XVIII secolo, la chiesa della Madonna del Terremoto, per aver essa liberato la città dal flagello.

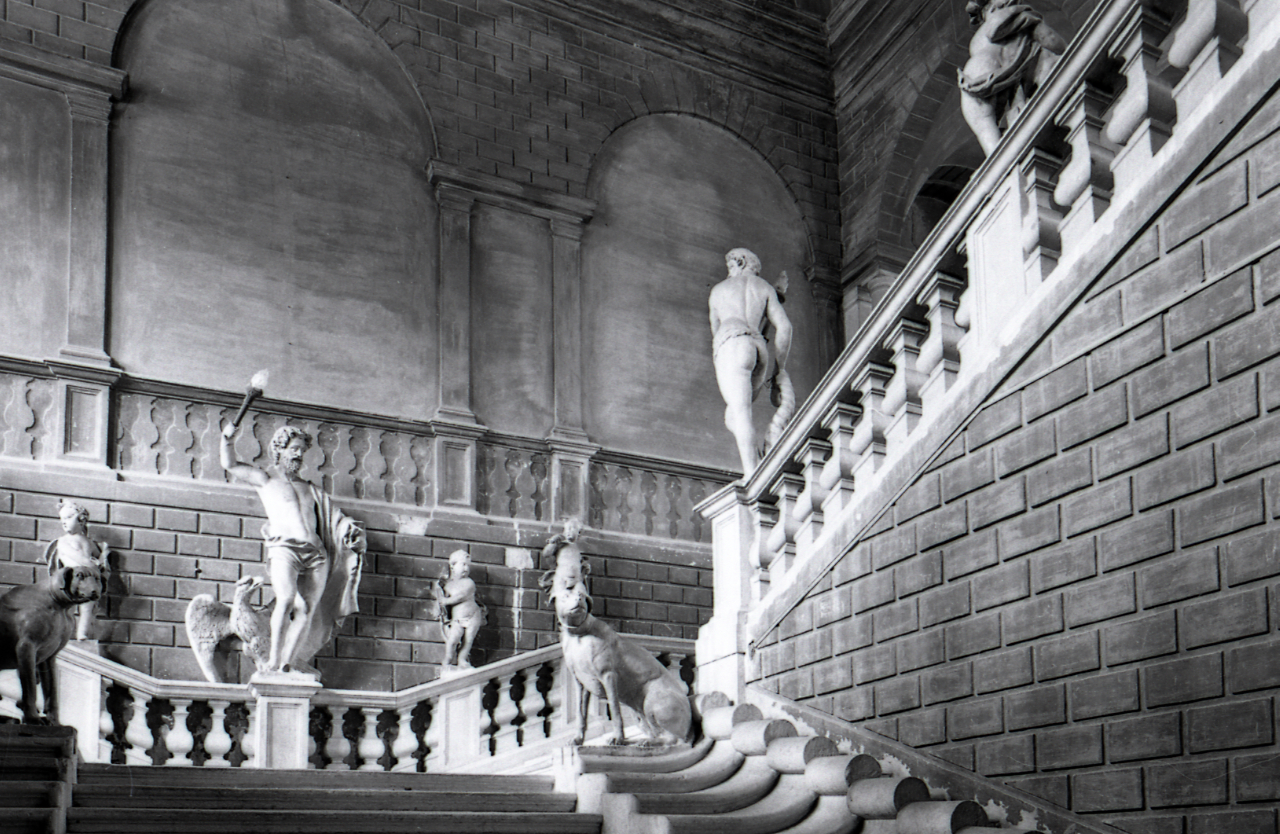
Scalone con statue. Foto di Paolo Monti, 1979.